# 2-メチルアセトアセチルCoA
2-メチルアセトアセチルCoA（2-Methylacetoacetyl-CoA）は、イソロイシンの代謝中間体の一つ。